# سیوداد مانته
سیوداد مانته (به اسپانیایی: Ciudad Mante) از شهرهای کشور مکزیک است که در ایالت تامائولیپاس قرار دارد و جمعیت آن طبق سرشماری سال ۲۰۱۰ میلادی ۱۰۸٬۰۴۸ نفر بوده است.